# Tipula macracantha
Tipula macracantha är en tvåvingeart som beskrevs av Alexander 1946. Tipula macracantha ingår i släktet Tipula och familjen storharkrankar. Inga underarter finns listade i Catalogue of Life.